# Bologna Football Club 1954-1955
Questa voce raccoglie le informazioni riguardanti il Bologna Football Club nelle competizioni ufficiali della stagione 1954-1955.

## Stagione
Nella stagione 1954-1955 il Bologna ha disputato il campionato di Serie A, un torneo a diciotto squadre, con 40 punti in classifica ha ottenuto il quarto posto. Lo scudetto tricolore è stato vinto dal Milan con 48 punti davanti al sorprendente Udinese con 44 punti. L'Udinese secondo ed il Catania dodicesimo in classifica sono stati retrocessi in Serie B con delibera della Lega Nazionale. La Spal e la Pro Patria che erano retrocesse sul campo hanno così mantenuto la categoria.
Nella prima edizione della Coppa Mitropa del dopoguerra, i felsinei partecipano dai quarti di finale, venendo eliminati dai Cecoslovacchi del UDA Praha, venendo sconfitti all'andata in casa 4-2 e al ritorno in trasferta 3-0.

## Divise
| Casa | Trasferta | Portiere |

## Rosa
| N. |                      | Ruolo | Calciatore           |
| -- | -------------------- | ----- | -------------------- |
|    | Italia (bandiera)    | P     | Anselmo Giorcelli    |
|    | Italia (bandiera)    | P     | Aldo Barocelli       |
|    | Italia (bandiera)    | D     | Dino Ballacci        |
|    | Italia (bandiera)    | D     | Bruno Favalli        |
|    | Italia (bandiera)    | D     | Guglielmo Giovannini |
|    | Italia (bandiera)    | D     | Fedele Greco         |
|    | Italia (bandiera)    | D     | Francesco Pantaleoni |
|    | Italia (bandiera)    | D     | Battista Rota        |
|    | Danimarca (bandiera) | C     | Ivan Jensen          |
|    | Danimarca (bandiera) | C     | Axel Pilmark         |

| N. |                    | Ruolo | Calciatore           |
| -- | ------------------ | ----- | -------------------- |
|    | Italia (bandiera)  | C     | Ludovico Tubaro      |
|    | Italia (bandiera)  | A     | Giulio Bonafin       |
|    | Italia (bandiera)  | A     | Gino Cappello        |
|    | Italia (bandiera)  | A     | Cesarino Cervellati  |
|    | Uruguay (bandiera) | A     | José García          |
|    | Italia (bandiera)  | A     | Gino Pivatelli       |
|    | Italia (bandiera)  | A     | Ugo Pozzan           |
|    | Italia (bandiera)  | A     | Francesco Randon     |
|    | Italia (bandiera)  | A     | Giorgio Valentinuzzi |

## Risultati

### Serie A

#### Girone di andata
| Arbitro: | Orlandini (Roma) |

|           |           |                           |
| Buhtz 72’ | Marcatori | 46’ Pivatelli 64’ Bonafin |

| Arbitro: | Moriconi (Roma) |

|                                          |           |                  |
| Pozzan 3’, 87’ Pivatelli 49’ Bonafin 72’ | Marcatori | 36’, 48’ Ghiandi |

| Arbitro: | Jonni (Macerata) |

|                     |           |                             |
| Ballacci 53’ (rig.) | Marcatori | 33’, 34’ Vitali 78’ Jeppson |

| Arbitro: | Marchetti (Milano) |

|                                 |           |                                                  |
| Galli 25’ Venturi 64’ Celio 90’ | Marcatori | 27’ (aut.) Eliani 45’, 48’ Pivatelli 89’ Bonafin |

| Arbitro: | Lo Bello (Siracusa) |

|                               |           |                               |
| Pombia 45’ (aut.) Bonafin 63’ | Marcatori | 47’ (rig.) Arce 67’ Eidefjäll |

| Arbitro: | Scaramella (Roma) |

|                        |           |               |
| Bettini 7’ Snidero 72’ | Marcatori | 58’ Pivatelli |

| Arbitro: | Orlandini (Roma) |

|                |           |                            |
| Cervellati 13’ | Marcatori | 20’ Schiaffino 65’ Nordahl |

| Arbitro: | Bellè (Venezia) |

|                 |           |                           |
| Rota 29’ (aut.) | Marcatori | 30’ Pivatelli 70’ Bonafin |

| Arbitro: | Maurelli (Roma) |

|                                 |           |                          |
| Armano 40’ (rig.) Brighenti 57’ | Marcatori | 61’ Bonafin 90’ Ballacci |

| Arbitro: | Marchetti (Milano) |

|                                 |           |            |
| Cervellati 18’, 65’ Bonafin 27’ | Marcatori | 6’ Baldini |

| Arbitro: | Bonetto (Torino) |

|                                    |           |  |
| Ballacci 57’ (rig.) Cervellati 82’ | Marcatori |  |

| Trieste 19 dicembre 1954 12ª giornata | Triestina        | 0 – 0 | Bologna | Stadio Giuseppe Grezar\| Arbitro: \| Orlandini (Roma) \| |
| Arbitro:                              | Orlandini (Roma) |       |         |                                                          |

| Bologna 26 dicembre 1954 13ª giornata | Bologna         | 0 – 0 | Atalanta | Stadio Renato Dall'Ara\| Arbitro: \| Rigato (Mestre) \| |
| Arbitro:                              | Rigato (Mestre) |       |          |                                                         |

| Arbitro: | Campanati (Milano) |

|             |           |                                     |
| Virgili 12’ | Marcatori | 31’, 54’ Pivatelli 82’ Valentinuzzi |

| Arbitro: | Piemonte (Monfalcone) |

|                      |           |             |
| Valentinuzzi 5’, 64’ | Marcatori | 52’ Montico |

| Arbitro: | Agnolin (Bassano del Grappa) |

|  |           |                                   |
|  | Marcatori | 29’ (rig.) Ballacci 67’ Pivatelli |

| Arbitro: | Jonni (Macerata) |

|                 |           |            |
| Randon 48’, 75’ | Marcatori | 88’ Hansen |

#### Girone di ritorno
| Arbitro: | Orlandini (Roma) |

|                                                |           |           |
| Valentinuzzi 11’, 75’ Pivatelli 15’ Pozzan 77’ | Marcatori | 22’ Bacci |

| Arbitro: | Orlandini (Roma) |

|                         |           |                          |
| Bassetti 54’ Pirola 69’ | Marcatori | 24’ Pivatelli 71’ Pozzan |

| Arbitro: | Piemonte (Monfalcone) |

|            |           |               |
| Amadei 15’ | Marcatori | 25’ Pivatelli |

| Arbitro: | Liverani (Torino) |

|               |           |                                               |
| Pivatelli 67’ | Marcatori | 23’ Cavazzuti 30’ (rig.) Pandolfini 54’ Galli |

| Arbitro: | Jonni (Macerata) |

|            |           |  |
| Renica 88’ | Marcatori |  |

| Arbitro: | Maurelli (Roma) |

|                             |           |                                              |
| Pivatelli 9’ Cervellati 71’ | Marcatori | 12’ Bettini 40’, 68’ La Forgia 84’ Selmosson |

| Milano 20 marzo 1955 24ª giornata | Milan            | 0 – 0 | Bologna | Stadio San Siro\| Arbitro: \| Jonni (Macerata) \| |
| Arbitro:                          | Jonni (Macerata) |       |         |                                                   |

| Arbitro: | Bellè (Venezia) |

|                   |           |               |
| Pivatelli 6’, 81’ | Marcatori | 75’ Dal Monte |

| Arbitro: | Pieri (Trieste) |

|                        |           |                                |
| Pivatelli 6’, 14’, 86’ | Marcatori | 11’ (aut.) Ballacci 73’ Armano |

| Arbitro: | Agnolin (Bassano del Grappa) |

|                              |           |  |
| Conti 65’ Baldini 77’ (rig.) | Marcatori |  |

| Arbitro: | Jonni (Macerata) |

|          |           |                  |
| Mion 35’ | Marcatori | 12’ Valentinuzzi |

| Arbitro: | Maurelli (Roma) |

|                 |           |                |
| Valentinuzzi 4’ | Marcatori | 77’ Sabbatella |

| Arbitro: | Pieri (Trieste) |

|  |           |                |
|  | Marcatori | 83’ Cervellati |

| Arbitro: | Bellè (Venezia) |

|  |           |                        |
|  | Marcatori | 60’ Segato 79’ Virgili |

| Arbitro: | Marchetti (Milano) |

|                                                            |           |              |
| Colombo 5’ Ballacci 9’ (aut.) Bronée 39’, 69’ Mannucci 76’ | Marcatori | 42’ Cappello |

| Arbitro: | Grillo (Napoli) |

|                                                            |           |  |
| Randon 47’ Cervellati 64’, 73’ Cappello 71’ Pantaleoni 82’ | Marcatori |  |

| Roma 19 giugno 1955 34ª giornata | Lazio             | 0 – 0 | Bologna | Stadio Olimpico\| Arbitro: \| Liverani (Torino) \| |
| Arbitro:                         | Liverani (Torino) |       |         |                                                    |

## Statistiche

### Statistiche di squadra
| Competizione | Punti | In casa | In casa | In casa | In casa | In casa | In casa | In trasferta | In trasferta | In trasferta | In trasferta | In trasferta | In trasferta | Totale | Totale | Totale | Totale | Totale | Totale | DR |
| Competizione | Punti | G       | V       | N       | P       | Gf      | Gs      | G            | V            | N            | P            | Gf           | Gs           | G      | V      | N      | P      | Gf     | Gs     | DR |
| ------------ | ----- | ------- | ------- | ------- | ------- | ------- | ------- | ------------ | ------------ | ------------ | ------------ | ------------ | ------------ | ------ | ------ | ------ | ------ | ------ | ------ | -- |
| Serie A      | 40    | 17      | 9       | 3       | 5       | 35      | 26      | 17           | 6            | 7            | 4            | 21           | 21           | 34     | 15     | 10     | 9      | 56     | 47     | +9 |

### Statistiche dei giocatori
| Giocatore        | Serie A  | Serie A |
| Giocatore        | Presenze | Reti    |
| ---------------- | -------- | ------- |
| D. Ballacci      | 34       | 4       |
| G. Bonafin       | 18       | 7       |
| G. Cappello (IV) | 5        | 2       |
| C. Cervellati    | 25       | 8       |
| B. Favalli       | 3        | 0       |
| J. Garcia        | 11       | 0       |
| A. Giorcelli     | 34       | -47     |
| G. Giovannini    | 28       | 0       |
| F. Greco         | 18       | 0       |
| I. Jensen        | 32       | 0       |
| F. Pantaleoni    | 3        | 1       |
| A. Pilmark       | 26       | 0       |
| G. Pivatelli     | 30       | 17      |
| U. Pozzan        | 32       | 4       |
| F. Randon        | 29       | 3       |
| B. Rota          | 25       | 0       |
| L. Tubaro        | 1        | 0       |
| G. Valentinuzzi  | 20       | 6       |